# Мазилу, Адриан
Адриа́н Мази́лу (рум. Adrian Mazilu; родился 13 сентября 2005, Румыния) — румынский футболист, вингер английского клуба «Брайтон энд Хоув Альбион».

## Клубная карьера
Мазилу — воспитанник футбольной Академии имени Георге Хаджи. 9 ноября 2022 года дебютировал за «Фарул», выйдя на замену в матче Кубка Румынии против клуба «Рапид Бухарест». Он также отметился забитым мячом. В сезоне 2022/23 Мазилу стал полноценным игроком основного состава «Фарула», приняв участие в 21 матче и забив 7 голов.

## Карьера в сборной
На данный момент Мазилу выступает за сборные Румынии до 19 лет и до 21 года. Ранее также являлся игроком сборных возрастом до 15, до 16, до 17 и до 18 лет.